# Szerokostopek białoogonowy
Szerokostopek białoogonowy (Brachytarsomys albicauda) – gatunek ssaka z podrodziny malgaszomyszy (Nesomyinae) w obrębie rodziny malgaszomyszowatych (Nesomyidae).

## Występowanie i środowisko
Przedstawicieli Brachytarsomys albicauda odnotowano tylko na wschodnim Madagaskarze m.in. na terenach parków Marojejy, Ranomafana Andasibe-Mantadia po Masyf Andringitra będących wspólnie wąskim pasem rozciągającym się od północy na południe charakteryzującym się licznymi połaciami lasów tropikalnych i subtropikalnych. Zasięg występowania jest prawdopodobny ze względu na jego rzadki kontakt z człowiekiem.

## Taksonomia
Gatunek po raz pierwszy zgodnie z zasadami nazewnictwa binominalnego opisał w 1875 roku niemiecko-brytyjski zoolog Albert Günther nadając mu nazwę Brachytarsomys albicauda. Holotyp pochodził z Toamasiny do Morondavy, na Madagaskarze. 
Autorzy Illustrated Checklist of the Mammals of the World uznają ten takson za gatunek monotypowy.

### Etymologia
- Brachytarsomys: gr. βραχυς brakhus „krótki”; ταρσος tarsos „podeszwa nogi, stęp”; μυς mus, μυος muos „mysz”[8].
- albicauda: łac. albus „biały”; cauda „ogon”[9].

## Morfologia
Długość ciała (bez ogona) 223–235 mm, długość ogona 220–245 mm; masa ciała 235–280 g.  Szerokostopki białoogonowe posiadają charakterystyczną dla gryzoni, masywną budowę ciała. Pokryte są brązowo-szarą sierścią służącym im za kamuflaż. Mają krótki pysk, szerokie siekacze i długie, liczne wibrysy.
Ze względu na nadrzewny tryb życia wykształciły mocne, ostro zakrzywione pazury ułatwiające im poruszanie się po drzewach. Dodatkowo posiadają wydłużony piąty palec na tylnych łapach w celu lepszej przyczepności. Długi ogon ułatwia im utrzymać równowagę.

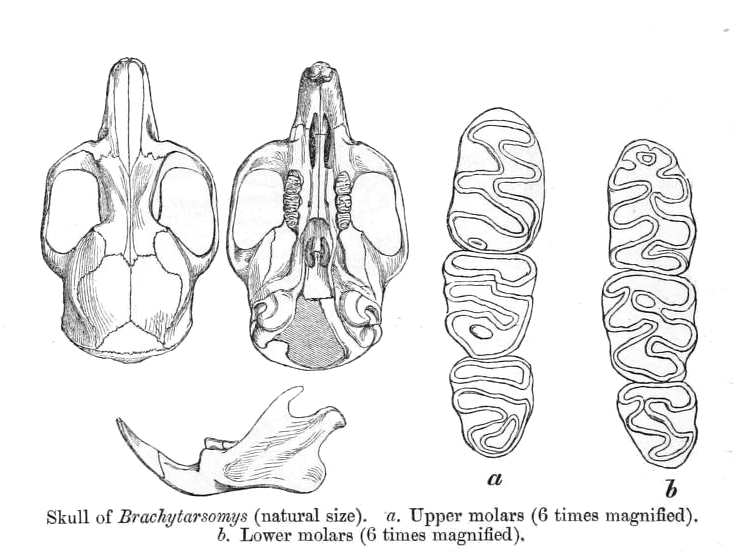
Czaszka szerokostopka

## Tryb życia
Są zwierzętami terytorialnymi. Żyją w grupach prowadząc nocny, głównie nadrzewny tryb życia, rzadko schodząc na ziemię. Swoje gniazda budują w dziuplach na wysokości ok. 2,5m od ziemi, rzadziej także w norach u ich podstawy. Szacunkowa długość życia wynosi 2-3 lata.

## Pożywienie
Mimo iż szerokostopki białoogonowe posiadają typowe uzębienie dla fitofagów, to w niewoli były niechętne jedzeniu liści. Preferowały za to owoce, ziarna i orzechy.

## Rozmnażanie
Niewiele wiadomo na temat zachowań godowych tych zwierząt, czy długości ciąży. W jednym miocie może znajdować się do sześciu osobników. Zaobserwowano, że samiec pozostaje w pobliżu i broni gniazda podczas gdy samica opiekuje się młodymi. Zaniepokojone, pojawiają się przy wejściu do gniazda wydając specyficzne odgłosy prawdopodobnie w celu odstraszenia intruza.

## Zagrożenia i ochrona
Uznaje się, że gatunek szerokostopków nie jest zagrożony, jednak został wpisany przez IUCN jako gatunek najmniejszej troski. Największym zagrożeniem dla szerokostopków jest działalność człowieka, który poprzez wycinkę lasów w celu produkcji węgla drzewnego oraz przekształcania ich w pola uprawne znacząca zmniejsza ich terytoria. Zwierzęta te są także celem polowań przez lokalną ludność, uważającą ich mięso za rarytas, podobnie do lemurów. Są one także podatne na choroby przenoszone przez inne gryzonie.

## Ciekawostki
W Polsce można go spotkać w ogrodzie zoologicznym we Wrocławiu.